# プロトカルチャー (マクロスシリーズ)
プロトカルチャーは、テレビアニメ『超時空要塞マクロス』および、関連作品群「マクロスシリーズ」においてその存在が語られる、架空の地球外生命体（異星人）もしくは、彼らの持つ文明のことである。

## 設定概要
作品世界における地球時間で紀元前50万年代、人類有史のはるか以前に繁栄し、重力制御や超空間航法「フォールド」などに代表される、地球人類が独力では到達できなかった高度な科学技術をもって銀河系に一大星間国家を構築した存在である。その後、この星間国家はふたつの勢力に別れて戦争状態となり、遺伝子工学によって巨人の代理兵士を製造し、彼らをコントロールするために「文化」の発生を抑制し、プロトカルチャーへの手出しを禁じる命令を組み込んだが、戦争しか知らない巨人たちによる戦禍は拡大の一途をたどり、やがて滅亡に追い込まれたとされる。『超時空要塞マクロス』は、主を失ったあとも長年戦争のみを続けてきた巨人たちの一方の勢力「ゼントラーディ」が、もう一方の勢力「監察軍」の艦を入手した地球人類と接触し、彼らの生活に触れることで失われた「文化」に目覚め、やがて共存の道を歩むことになる物語が描かれている。
作品世界における地球人は、プロトカルチャーが太古の地球に立ち寄った際、原住生物を遺伝子的に改造した結果、発生した種族とされている。つまりプロトカルチャーは人類の創造主であり、祖先というべき存在に位置づけられ、『超時空要塞マクロス』のみにとどまらず、後継のシリーズ作品においても新たな設定の追加や変更が行われつつ、しばしば重要なファクターとしてその存在が語られることになる（後述）。

## 制作・命名
『超時空要塞マクロス』の原型となった企画の作成開始時点（1980年8月）において、敵異星人は銀河帝国規模の分裂戦争を数万年間にわたって続けているという設定が作られたが、実際の物語中で描かれているような文化を抑制された存在という設定は、放送開始の差し迫った時期（1982年8月）になって加えられたものである。劇中、プロトカルチャーの名は『超時空要塞マクロス』第11話「ファースト・コンタクト」において初めて言及される。『超時空要塞マクロス』の設定監修を務め、同話の絵コンテを担当した河森正治（黒河影次名義）は、「“文化”では今一つ」と思い、「コンテをやりながら出てきたもの」がプロトカルチャーという語だと述べている。ただし、『超時空要塞マクロス』の原型となった企画が全39話予定であったころ（別項目参照）のストーリー構成表において、すでに「プロトカルチャー」「プロトカルチャー人」という語が使用されており、敵が地球人類を「プロトカルチャーの生き残り」ではないかと疑う展開が予定されていたことが記されている。
「プロトカルチャー」は劇場版『超時空要塞マクロス 愛・おぼえていますか』におけるゼントラーディ語でもそのまま発音されている。ゼントラーディ語で「プロト」は「古い」、「カルチャー」は「すばらしい」といった意味をもち、「文化」は「カールチューン」という。1995年に放映された『マクロス7』第37話に登場するプロトカルチャー遺跡の記録では、宇宙で最初に文化を持った生命体であるがゆえに「プロトカルチャー」とみずから称したとされている。2016年に放映された『マクロスΔ』の文芸を担当した小太刀右京は、プロトカルチャーは正確には「プロトカルンチャー」で、「ルン」が「魂」を指すことから、作品世界においてその意味は「遥か昔の魂を持っていた人々」だと推測されているとしている。

## 各作品での位置づけと設定の変遷

### 超時空要塞マクロス

#### テレビ版
2009年を舞台とする『超時空要塞マクロス』は、ふたつの勢力に分かれたプロトカルチャーが残した「ゼントラーディ軍」と「監察軍」の長年にわたる争いに地球人が巻き込まれるというかたちで物語が始まる。1999年に飛来した監察軍の艦（のちのSDF-1 マクロス）よりプロトカルチャー由来の技術 (OTM) を手に入れた地球人は、同艦に残されたブービートラップの発動によりゼントラーディ軍と争うことになる（第一次星間大戦）。プロトカルチャーという言葉は、戦争中捕虜となった地球人の文化的活動を見たゼントラーディ軍第118基幹艦隊司令長官ボドルザーの口から発され、ゼントラーディ人は地球人を「文化を持つ敵」すなわち「プロトカルチャー」として驚愕をもって怖れるようになり、これが基幹艦隊による地球人類の絶滅という決定へとつながり、同時に戦争終結の糸口ともなる。
大戦終結後、新統合政府に帰順したゼントラーディのエキセドル・フォルモらの調査により、人類もまた彼らの言うプロトカルチャーの創造物であり、本質的にゼントラーディ人と同じ存在であることが示され、両者の種族的・文化的融和が図られることとなる。

#### 劇場版
劇場版『超時空要塞マクロス 愛・おぼえていますか』では基本設定が変更され、遺伝子工学の発達により単性生殖が可能になったプロトカルチャーが男と女の勢力に分かれて争いを起こし、男の勢力ゼントラーディと女の勢力メルトランディが互いに巨人を創造し、残された巨人同士で争いを繰り広げてきたとされる。
地球人とゼントラーディの争いの途上、荒廃した地球に飛ばされた一条輝と早瀬未沙は、かつて地球を訪れた異星人が残し、海底に沈んでいた都市宇宙船「アルティラ」を発見する。2009年2月のゼントラーディ襲来を、異星人の帰還と誤認した都市の制御コンピュータが都市を海上に浮上させるが、マクロスを狙ったボドル基幹艦隊の攻撃により消滅する。この戦争はボドル機動要塞が捕獲していたメモリープレートに記録されたメロディとアルティラで発見された歌詞をあわせて完成した歌「愛・おぼえていますか」により巨人たちが文化を呼び覚まされ、終結へと導かれる。この歌の正体は早瀬未沙により、プロトカルチャーの間での流行歌・ラブソングであると語られる。
なお、テレビ版『超時空要塞マクロス』と劇場版『超時空要塞マクロス 愛・おぼえていますか』は、ともに作品世界内で歴史的事実をもとに制作されたフィクションであるという見解がのちに示されており、どちらか一方が正確な歴史を描いているというわけではないが（別項目参照）、後述の『マクロス7』にあわせて発表された年表では『愛・おぼえていますか』は作品世界における2031年に公開された映画とされ、年表内の記述はテレビ版で描かれている出来事に沿ったもので、ゼントラーディの敵対勢力もメルトランディではなく監察軍とされている。

### マクロス7
2045年を舞台とする『マクロス7』では、同年12月、惑星ラクスにおいて発見されたプロトカルチャー遺跡での調査により、物語の舞台となるマクロス7船団を襲う地球外生命体「プロトデビルン」が、プロトカルチャーが戦火の拡大の中で創造したゼントラーディよりも強力な生体兵器「エビル・シリーズ」に異次元のエネルギー生命体が憑依したものであり、この宇宙において彼らが糧とする精神エネルギー「スピリチア」を吸収されることで、プロトカルチャーは事実上滅ぼされたことが判明する。プロトデビルンは、スピリチアを吸収しすぎて糧を失い衰弱したところを、「アニマスピリチア」と呼ばれる特殊な力をもった者たちによって封印されたとされる。
また同作品終了後、作品世界の年表が書き換えられ、上記の出来事を含むプロトカルチャーの歴史がある程度詳細に記されるようになり、これまでふたつに分かれた勢力の一方とされてきた監察軍は、プロトデビルンによって洗脳されたプロトカルチャーやゼントラーディの生き残りという設定になった。

### マクロス ゼロ
2008年を舞台とする『マクロス ゼロ』では、地球南海の「マヤン島」に眠るプロトカルチャーが残した人類の監視装置「鳥の人」をめぐって統合軍と反統合同盟が争いを繰り広げる。
マヤン島の創世神話ではプロトカルチャーは天の神「プロカチャ」として伝わっている。オックスフォードのDr.ハスフォードは、原始人類の急速な進化に外的要因の作用を疑い、外宇宙から飛来した異星人が遺伝子操作を行ったとする「人類プロトカルチャー干渉仮説」を唱える。

### マクロスF
2059年を舞台とする『マクロスF』には、プロトカルチャーが畏れ、神格化したという生命体「バジュラ」が登場する。プロトカルチャー研究の第一人者であるマオ・ノームに師事した科学者グレイス・オコナーは、マクロス・ギャラクシー船団の幹部たちと結託し、バジュラの持つフォールド波ネットワークとインプラント技術を利用した並列思考ネットワークにより人類をプロトカルチャーを超える存在に進化させ、その支配者になろうともくろむ。
バジュラの存在が設定されたことにより、プロトカルチャー文明の進化はバジュラの死体を偶然入手したことに端を発するということになり、プロトカルチャー文明がバジュラを調査研究したことにより、フォールド航法ができるようになったとされている。
『マクロス ゼロ』に登場する「鳥の人」は、『マクロスF』においてはバジュラを模したもので、通常の艦艇に備えられたフォールド機関よりもはるかに高純度の「フォールド鉱石」が搭載され、最高技術での設計が行われたシステムとされている。マオ・ノーム率いる第117調査船団が惑星ガリア4にいたのも、「鳥の人」とともに旅立った姉、サラ・ノームの歌がフォールド鉱石を通じて届き、その情報を追ってたどり着いたためだとされる。

### マクロスΔ
2067年の世界を描いた『マクロスΔ』は、戦禍を逃れたプロトカルチャーが最後にたどり着いたとされる銀河系辺境の「ブリージンガル球状星団」が舞台となる。球状星団の各惑星にはプロトカルチャーの遺跡が眠っており、うち複数の惑星でプロトカルチャーが先住生物に遺伝子操作を施して生み出した人類種が暮らしている。物語は、水中生活に適応したラグナ人が暮らす惑星ラグナと、身体能力が高く、「ルン」という特殊な感覚器官をもつが、30年程度しか生きられないウィンダミア人が暮らす惑星ウィンダミアIVという、球状星団の両極に位置するふたつの惑星をおもな舞台とする。ほか、惑星ヴォルドールに住む猫型哺乳類から作られたヴォルドール人も登場する。
ウィンダミア人の国家「ウィンダミア王国」の宰相にして、プロトカルチャーを研究する学者でもあるロイド・ブレームは、プロトカルチャーが最後に生み出したのがブリージンガル球状星団の人類種であり、自分たちが正統なプロトカルチャーの後継者だとする論文を発表している。ウィンダミア王国は新統合政府による圧政からの解放を大義に掲げ独立戦争を起こし、母星に眠っていたプロトカルチャーが建造したとされる巨大戦艦「シグル＝バレンス」を起動させ、遺跡上に亜空間から出現した巨大システムを用いて球状星団全体に「制風圏」を確立する。
ウィンダミア王国には、プロトカルチャーが遺したとされる「星の歌い手」と呼ばれる存在が言い伝えられている。ウィンダミア王家やそれに近い者の命令によって動き、各惑星のシステムがその歌に反応して人類の意識を同調させ、巨大なネットワークを形成するとされており、ロイドは、全人類の意識を同調させることでウィンダミア人の命の限界を超え、永遠に銀河を統治するという秘めた目的を実現するため、当初は「星の歌い手」の子孫と伝えられる「風の歌い手」を用いようとするが思い通りにいかず、王国の神殿との干渉後は、地球人が神殿より回収した細胞片から作り上げたとされる「星の歌い手」のクローン、美雲・ギンヌメールを用いることになる。「風の歌い手」とは本来は「星の歌い手」が用いるシステムを起動させる安全装置のような存在とされる。
なお、人類が時代によって大きく異なるように、長きにわたって繁栄したプロトカルチャーも各時代で異なった存在であり、上述の「愛・おぼえていますか」のメモリープレートを作成したのが比較的平和な時代の前期プロトカルチャー、ブリージンガル球状星団にたどり着いたのが滅亡に瀕した時代の後期プロトカルチャーに位置づけられる。劇中、ウィンダミア王国の支援者であるイプシロン財団のベルガー・ストーンは、第一次星間大戦以降の人類史において歌が重要な役割を示してきたことに関して、プロトカルチャーが歌を兵器として利用するため、人類種の遺伝子に歌の情報を組み込んだのではないかという仮説を唱えるが、これはあくまで武器商人であるベルガーの視点から述べられているだけのもので、作品世界における「普遍的な事実」ではないとされる。

## ロボテック版
海外版である「ロボテック・シリーズ」では、少なくともハーモニーゴールド USA社の定義する公式の プロトカルチャー ("Protoculture") は太古の異星人ではなく、『超時空騎団サザンクロス』に登場する植物「生命の花」に由来する、太古から存在したバイオマス・エネルギーそのものを意味する。
『ロボテック』の世界では、『超時空騎団サザンクロス』登場のゾル人は「ティロル人（Tirolian）」と呼ばれ、かつ超古代星間文明人の末裔である「ロボテック・マスターズ (Robotech Masters) 」の別名であり、初代テレビシリーズ『超時空要塞マクロス』未登場の監察軍であるとされ、彼らの遠い祖先たちは、はるかな過去において 銀河帝国ともいえる強大な文明圏を有していた。
ヴァリヴェール (Valivarre) 恒星系に存在するガス惑星（木星型惑星）ファントマ (Fantoma) から遠く離れている第3の月（衛星）であるティロル (Tirol) の主要国家テイレシア (Tiresia) の科学者、ゾア・デリルダ (Zor Derelda) は、インビッド (Invid) の原初の故郷であるツプツム (Tzuptum) 恒星系の惑星オプテラ (Optera) において、497,500年前（"en:List of Robotech characters#Zor" を参照）に生命の花から「プロトカルチャー」という強力なエネルギーを抽出する技法を発見した。
その一方で非公式の英語圏のファンダムにおいては、日本版の原典の意味 ("Proto Culture" or Puroto Kerlchuun, what means "Old Culture" or "Ancient Culture" in the fictional Zentradi language, and earthling culture itself.) を汲んだ用法もみられ、両者の用法が混在している。